# Agência Espacial Civil Equatoriana

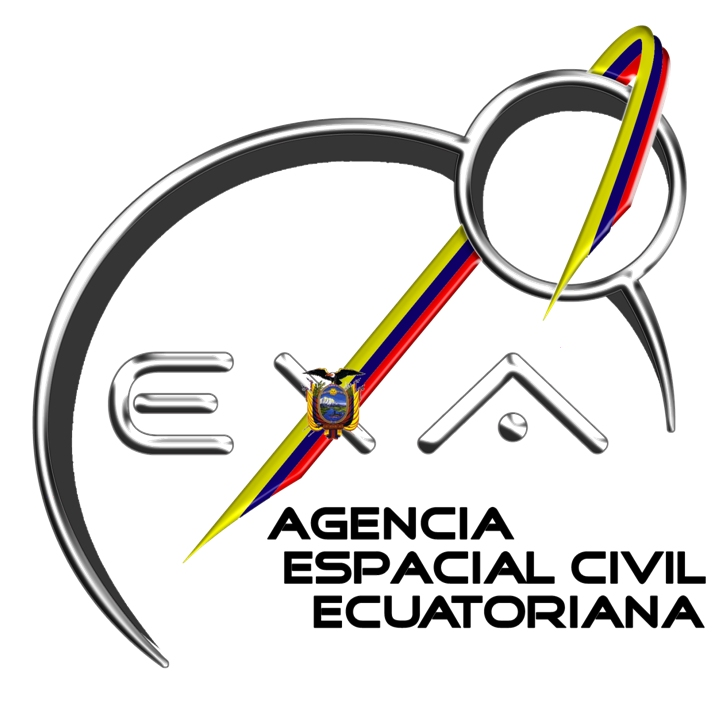
Logotipo de la Agencia Espacial Civil Ecuatoriana

A Agência Espacial Civil Equatoriana (EXA), é a organização civil do Equador responsável por conduzir pesquisas nas áreas de ciências espaciais e planetárias. É uma entidade sem fins lucrativos. Ela foi criada em 1o de Novembro de 2007 e inclui nos seus quadros o primeiro turista espacial equatoriano treinado, Ronnie Nader. A EXA lançou o CubeSat NEE-01 Pegaso.